# Dhawalagiri (strefa)
Dhawalagiri (nep. धौलागीरी) – jedna ze stref w regionie Paśćimańćal, w Nepalu. Stolicą tej strefy jest miasto Baglung. Nazwa strefy pochodzi od szczytu Dhaulagiri.
Dhawalagiri dzieli się na 4 dystrykty:
- Dystrykt Baglung (Baglung),
- Dystrykt Mustang (Jomsom),
- Dystrykt Myagdi (Beni),
- Dystrykt Parbat (Kusma).